# Миклешти (Миклешти)
Миклешти (рум. Micleşti) насеље је у Румунији у округу Васлуј у општини Миклешти. Oпштина се налази на надморској висини од 181 m.

## Становништво
Према подацима из 2002. године у насељу је живело 2997 становника, од којих су сви румунске националности.

### Хронологија
| Година       | 1992 | 1993 | 1994 | 1995 | 1996 | 1997 | 1998 | 1999 | 2000 | 2001 | 2002 | 2003 | 2004 | 2005 | 2006 | 2007 | 2008 | 2009 | 2010 | 2011 | 2012 | 2013 | 2014 | 2015 | 2016 | 2017 |
| ------------ | ---- | ---- | ---- | ---- | ---- | ---- | ---- | ---- | ---- | ---- | ---- | ---- | ---- | ---- | ---- | ---- | ---- | ---- | ---- | ---- | ---- | ---- | ---- | ---- | ---- | ---- |
| Становништво | 3196 | 3202 | 3193 | 3183 | 3142 | 3140 | 3177 | 3217 | 3177 | 3146 | 3115 | 3112 | 3078 | 3047 | 3052 | 3069 | 3039 | 3013 | 3002 | 2950 | 2908 | 2878 | 2838 | 2807 | 2745 | 2712 |